# Liamorpha
Genre
Synonymes
- Lia de Folin, 1873
- Liomorpha

Liamorpha est un genre de mollusques gastéropodes marins de l'ordre des Heterostropha et de la famille des Pyramidellidae.

## Liste des espèces
Selon World Register of Marine Species (12 octobre 2019) :
- Liamorpha decorata (de Folin, 1873)
- Liamorpha elegans (de Folin, 1870)
- Liamorpha gemmifera (Dautzenberg & H. Fischer, 1907)